# Elaeagnus stellipila
Elaeagnus stellipila är en havtornsväxtart som beskrevs av Alfred Rehder. Elaeagnus stellipila ingår i släktet silverbuskar, och familjen havtornsväxter. Inga underarter finns listade i Catalogue of Life.